# Aeonium spathulatum
Aeonium spathulatum är en fetbladsväxtart som först beskrevs av Jens Wilken Hornemann, och fick sitt nu gällande namn av Praeger. Aeonium spathulatum ingår i släktet Aeonium och familjen fetbladsväxter. Inga underarter finns listade i Catalogue of Life.

## Bildgalleri

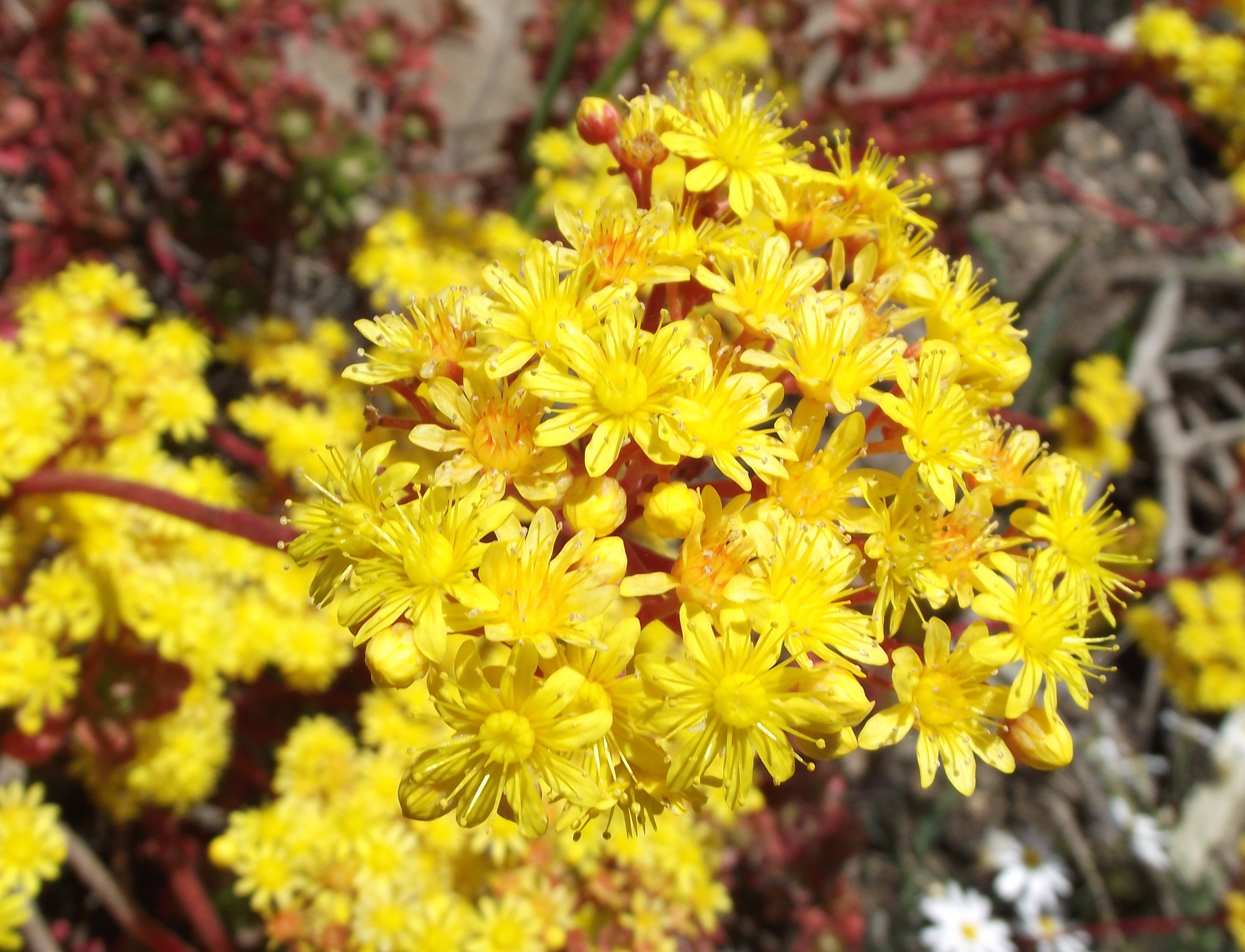